# یوسفیه، مراکش
یوسفیه (به فرانسوی: Youssoufia) یک شهر در مراکش است که در استان الیوسفیه واقع شده‌است. الیوسفیه ۶۷٬۶۲۸ نفر جمعیت دارد.